# Kaimai Mamaku Conservation Park
Der Kaimai Mamaku Conservation Park ist ein Naturschutzpark in der Region Bay of Plenty auf der Nordinsel von Neuseeland. Der Park untersteht dem Department of Conservation.

## Geographie
Der Kaimai Mamaku Conservation Park erstreckt sich über eine Länge von 70 km, in einer Nordnordwest-Südsüdost-Richtung, angefangen vom Karangahake Gorge, westlich von Waihi bis hinunter zum Mamaku Plateau, nordwestlich von Rotorua. Der Park, der eine Größe von ca. 37.000 Hektar besitzt, ist fast deckungsgleich mit dem Gebirgszug der Kaimai Range, die ihren höchsten Punkt im 952 m hohen Te Aroha hat.

## Geschichte
Goldfunde im nördlichen Teil der Kaimai Range führten dazu, dass durch den großen Bedarf an Holz viele Bäume des ursprünglichen Waldes des Gebirgszugs abgeholzt wurden. Dazu kam, dass in den 1960er Jahren der staatliche Forest Service Teile des damaligen Mamaku State Forest roden wollte und plante dort Monterey-Kiefern anzupflanzen. Naturschützer protestierten und beantragten, den Wald zum Schutz als Nationalpark auszuweisen. Als Teilerfolg des Protestes wurde im Jahr 1975 der Kaimai Mamaku Forest Park gegründet, der Holzeinschlag durch das neuseeländische Forstamt ging aber weiter. Weitere Proteste konnten erreichen, dass im Jahr 1987 das Department of Conservation den Park übernahm und dadurch dem Park mehr Schutz zugutekam.
Mit der Veröffentlichung der Crown Protected Area Names (Namen der Schutzgebiete im Besitz der neuseeländischen Krone) am 22. Mai 2009 in der New Zealand Gazette wurde der Park schließlich zum Conservation Park hochgestuft.

## Flora und Fauna
Die Kaimai Range verfügt über eine große Bandbreite an Vegetation, die von dichtem, in geringe Höhenlagen vorkommendem Wald und von Seewind geprägtem Gestrüpp sowie Grasland durchsetzt ist. Im Kaimai Mamaku Conservation Park kommen die Rotbuche und Silberbuche sowie die Kāmahi vor, deren nördliche Wachstumsgrenze der Park darstellt. Gleichzeitig ist er die südliche Grenze des Kauri-Baumes.
Vögel wie die endemischen Weißköpfchen und Kōkako, der zudem als gefährdet gilt, können in dem Park beobachtet werden. Auch kann man den Maorifalke (Kārearea) häufiger sichten. Schwieriger wird es hingegen mit dem nachtaktiven Kiwi, der als sehr scheu gilt. Saumschnabelenten, die in Neuseeland unter den Māori Whio genannt werden und in Englisch die Bezeichnung Blue Duck tragen sind ebenso wie der Maori-Glockenhonigfresser häufiger anzutreffen. Kleine Populationen des gefährdeten Hochstetter-Froschs finden sich verstreut in der nördlichen Hälfte des Conservation Park.